# Largo Consumo
Largo Consumo è una rivista italiana di economia e marketing, fondata nel 1980 da Pier Carlo Garosci.

## Storia
Nasce per opera dell'editore torinese Pier Carlo Garosci, figlio del Giorgio Garosci già fondatore nel 1959 assieme al bergamasco Emilio Lombardini e ad altri grossisti del Consorzio Vègè, prima struttura d'acquisto comune centralizzata costituita in Italia; oltre che uno degli importatori del modello di supermercato all'americana. Le licenze del Gruppo Garosci verranno vendute prima a Standa nel corso del 1970 e successivamente riacquistate dai Garosci che le cedettero nuovamente a Carrefour nel 1992 (nella fase di polarizzazione della distribuzione) tramite il partner francese Promodès.

Sulla base di questa esperienza familiare Garosci vide nello sviluppo della distribuzione un potenziale pubblico, interessato ad informarsi sulle dinamiche che intercorrono tra l'industria fornitrice e i moderni canali di vendita. L'iniziativa editoriale esordì così nel 1970 con il mensile Cash and Carry un titolo che, benché rimanga l'originale prova in Italia di editoria rivolta al trade moderno, e sebbene prendesse il nome dal canale commerciale che allora rappresentava il massimo grado di attualità, non rispecchiava la rapida evoluzione dello scenario distributivo:
(Enrico Facchini, Una distribuzione più complessa, uno strumento giornalistico più adeguato a rappresentarla, Editoriale al primo numero di Largo Consumo (dicembre 1980))

Un concetto preponderante nel progetto editoriale di Garosci tanto da convincerlo ad adottarlo nel 1980 per titolare la nuova testata, col significato di trattare senza eccezioni la complessità dei rapporti tra i settori produttivi, il commercio moderno e i consumatori.

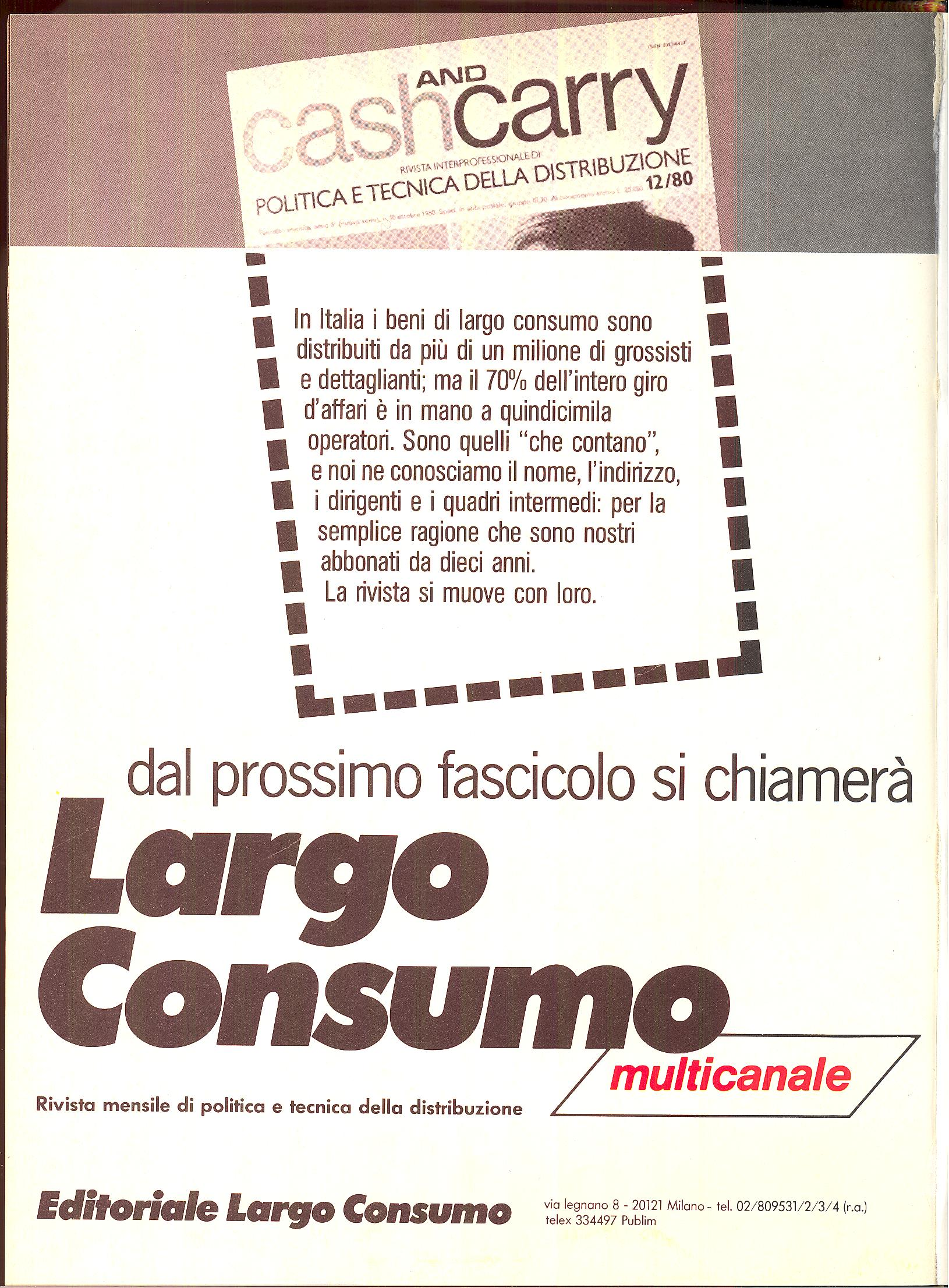
La "quarta di copertina" del fascicolo 12/80, l'ultimo di Cash and Carry. Dal numero successivo la testata sarà Largo Consumo

La rivista fu la prima in Italia a rivolgersi al pubblico di operatori con un linguaggio di marketing, contribuendo alla crescita della cultura economica in un momento di forte cambiamento della società. Uscendo dagli anni di piombo, infatti, si inaugurava una fase di forte espansione economica spinta dall'aumento della produttività e dei consumi, sostenuti dalla pubblicità televisiva che ampliava i propri confini con il termine del monopolio Rai e la nascita della televisione commerciale.

Riportando le esperienze pionieristiche dei retailer, Largo Consumo cominciò in quegli anni a descrivere le nuove reti commerciali e le aziende fornitrici di beni e servizi collegati facendole dialogare tra loro; spesso anticipando tematiche divenute poi centrali nell'analisi del mercato e codificando espressamente un concetto – il largo consumo appunto – allora non ancora iscritto nel linguaggio comune.
Nel 1994 l'ex direttore responsabile Enrico Facchini, con altri giornalisti fuoriusciti dalla redazione di Via Bodoni, darà vita allo spin-off Mark Up; edito inizialmente Gruppo Quasar, da allora questa testata ha vissuto numerose cessioni, al gruppo De Agostini, poi a Seat Pagine Gialle, al gruppo Il Sole 24 ORE Business Media e oggi a Tecniche Nuove.

## Contenuti e caratteristiche editoriali
"Identifica i prodotti e comunica i mercati"
La rivista osserva il mercato dei beni di consumo volgendosi all'integrazione merceologica e alla multicanalità. 

È suddivisa in sezioni che ricalcano le fasi della filiera: Tendenze & Scenari, Produzione, Distribuzione, Ristorazione, Consumatori, Comunicazione, Imballaggio, Logistica, Risorse Umane, Finanza, Ambiente, Energia. La foliazione media a fascicolo è di circa 150 pagine.
L'impostazione sobria e rigorosa è improntata alla documentazione (ogni fascicolo riporta pressappoco 1400-1500 citati tra aziende, nomi, marchi, ecc. ed in media un elemento grafico a pagina), requisito che ha concorso qualificare nel tempo la rivista come un reputato strumento di lavoro.

La periodicità è mensile e la distribuzione in Italia e all'estero su abbonamento cartaceo ed elettronico. 

Gli utilizzatori corrispondono ai contenuti trattati:
- Industria (agroalimentare - grocery non alimentare – tessile, calzature, pelletteria – beni durevoli).
- Distribuzione (GDO – specializzati - centri commerciali - outlet - Horeca - ingrosso moderno – Vending – franchising - E-commerce).
- Servizi collegati (agenzie - consulenza e ricerca – formazione - sistemi, attrezzature e impianti – packaging e brand identity – logistica – fiere).

Periodicamente contiene in allegato i supplementi annuali tematici:
- Mercato & Imprese, opinioni e prospettive dall'industria del largo consumo.
- Pianeta Distribuzione, rapporto annuale sul grande dettaglio internazionale.
- Mercato Italia, analisi mercatistico finanziaria sullo stato dell'industria nazionale.

Propone inoltre la testata I Percorsi di Lettura, rassegne stampa che raccolgono il pubblicato biennale della rivista e i suoi supplementi relativo ad uno specifico argomento.

## Editore
La rivista e i suoi supplementi sono editi a Milano per i tipi della società indipendente Editoriale Largo Consumo srl.
Fin dalla sua fondazione la proprietà della testata è della famiglia Garosci, che ne detta anche la linea editoriale.

## Estero
Le principali pubblicazioni omologhe in Europa sono:
- Nel Regno Unito il settimanale The Grocer sorto nel 1862.
- In Germania il bisettimanale Lebensmittel-Zeitung (altrimenti "LZ"), pubblicato dal 1948.
- In Francia il settimanale Libre Service Actualités (altrimenti "LSA"), nato nel 1958.
- In Belgio il mensile Distribution d'Aujourd'hui, apparso nel 1960.
- In Spagna il bisettimanale Distribucion Actualidad, edito dagli anni ottanta.